# ザイン・アル＝アービディーン・ベン・アリー
ザイン・アル=アービディーン・ベン・アリー（アラビア語: زين العابدين بن علي Zayn al-‘Ābidīn bin ‘Alī 1936年9月3日 - 2019年9月19日）は、チュニジア共和国の政治家、軍人。大将。1987年より23年以上にわたって同国第2代大統領を務めたが、アラブの春の発端となるジャスミン革命が起きた2011年にサウジアラビアへ亡命、政権は事実上崩壊した。日本語ではジン・アビディン・ベンアリの表記も見られる。1996年7月に来日。
2011年1月14日、ジャスミン革命の後、彼は妻のレイラ・ベン・アリ、そして3人の子供と共にサウジアラビアに逃亡した。チュニジアの暫定政府は、インターポールに国際逮捕状を発行するよう要請し、マネーロンダリングと麻薬密売で彼を起訴した。チュニジア裁判所は、2011年 6月20日に、競売にかけられた現金と宝石の窃盗と不法所持の罪で、ベンアリと彼の妻に欠席裁判で35年の禁固刑を宣告。 2013年4月には、暴力と殺人を扇動したとして終身刑が、またスファックスでの抗議活動を暴力的に抑圧したとして軍事法廷で終身刑が言い渡された。彼はこれらの判決のいずれにも服役せず、その後、10年近く亡命した後、2019年9月19日にサウジアラビアのジッダで83歳で亡くなった。

## 概要
権威主義、腐敗、そして極端なネオリベラルな経済政策を敷いた一人としてチュニジアの独裁者として君臨し続けた一方、経済自由主義による安定的な成長と投資促進、冷戦・新冷戦にかけての西側諸国と東側諸国の上手い足取り外交によって、少なくともチュニジアを発展に導いた功労者ではある。アリー退陣のきっかけになったジャスミン革命後の政権は不安定で、強権的なサイード政権の台頭をもたらした。

## 経歴
ハンマーム・スーサ出身。男子6人、女子5人の大家族で育った。スーサの中学校で学び、上級生になると独立運動に加わった。ベン・アリーは、青年組織に入り、社会主義ドゥストゥール党の支部間の連絡係となった。数回逮捕され、刑務所に入れられ、尋問された。
チュニジア独立後、国軍の中核メンバーとして召集され、フランスのサン・シール陸軍士官学校に留学した。後にフランスのシャロン・ナ・マルヌ砲兵学校、アメリカの情報・保安学校、防空学校でも学んだ。
1958年からチュニジア軍参謀本部で勤務。最後の軍歴は、軍事保安局長だった。1974年、駐モロッコ駐在武官に任命される。1977年、帰国後、国防相官房長となった。同年12月、国家保安局長官を拝命。
1980年4月、駐ワルシャワ大使に任命され、帰国後の1984年1月、国家保安局長官再任ののち同年11月、国家安全保障問題担当国家書記を拝命。1986年4月28日、内務大臣に就任する。
1986年6月、与党社会主義憲政党第12回大会において、政治局員に選出されると同時に、副書記長となった。1987年中盤、内閣改造の際、ハビーブ・ブルギーバは、ベン・アリーを首相（兼内務大臣）に指名し、事実上の後継者とした。また、社会主義ドゥストゥール党書記長ともなった。

## 大統領
1987年11月7日、ブルギーバは無血クーデターによって退任させられ、ベン・アリーが大統領に就任した。最初の演説においてベン・アリーは、国民に「信頼、安全、平穏な状況」での新体制への協力を呼びかけ、「祖国の独立、その進歩の維持」が全国民の責務であり、各人は「責任ある民主主義」の枠内において、「国民主権」を尊重して国家を統治しなければならないと表明した。この表明は、後に「11月7日宣言」と称され、ベン・アリーの改革の始まりとされた。
市民の自由の拡大の方針を採り、ジハード・アル=イスラーム、イスラム方面運動等の過激派も含めて、政治犯全員を釈放した。また、国家保安事件裁判所を廃止、共和国検事総長のポストもなくすと容疑者の拘留期間は4日間に制限された。1988年7月、アラブ諸国初の拷問等禁止条約批准国となった。
1988年、与党社会主義憲政党は立憲民主連合に改称され、社会の民主化、多元主義の尊重、法治国家の建設を宣言した。立憲民主連合第1回大会前、ベン・アリーは内閣改造を行い、前体制の閣僚数人を更迭した。党大会では、政府と党を分離することが決定された。
改革の次のステップとなったのは、政府、政党、社会団体、職業組織間の関係を規定する国民条約だった。ベン・アリーの言葉によれば、国民条約は政府プログラムや何らかの連合体を創設するものでも、憲法や現行法を変えるものでもないとした。ベン・アリーは1989年4月、自分の正当性を主張するため、1991年の任期前に大統領選を行い、国民の審判を仰ぐことに決めた。
大統領選挙において、ベン・アリーは国民の圧倒的多数の支持を得て大統領に再選された。同時に行われた議会選挙では、与党立憲民主連合は141議席を占めた。この選挙結果により、フランスの社会政治研究センターはベン・アリーを「今年の人」と呼び、「民主主義・人権」国際賞を授与した。以後、再選を重ね、2009年10月25日の大統領選挙では89.62%の票を獲得し5選された。
23年間もの長期政権を維持したが、2010年末頃より高い失業率や物価の高騰などを背景とした国民の不満がデモとなって噴き出し、2011年1月13日に次期大統領選挙への不出馬を、翌日には総選挙前倒しを表明し事態を収拾しようと試みたが収まらず、同日中にチュニジアを脱出。サウジアラビアに亡命し政権は崩壊した。その後、チュニジアにて公金横領、麻薬・武器の不法所持、殺人など93にも及ぶ容疑で起訴され、本人欠席のまま同年6月20日に初公判が開かれた。ベン・アリー自身は弁護士を通じて無罪を主張し、政治的な策略に陥れられたと主張したものの、その日のうちに公金横領の罪などで禁錮35年の判決が下され、7月4日には麻薬や武器の不法所持などの罪でさらに禁固15年の有罪判決など、合計で66年もの懲役刑が下っている。また一連の反政府運動においてデモ鎮圧を軍に命じ参加者を多数死亡させた容疑に関しては死刑を求刑、2012年6月13日に終身刑判決が言い渡された。しかし、サウジアラビアがベン・アリーの身柄引き渡しに応じる可能性は低く、実際に刑が執行されることはないと推測された。
2019年9月19日に亡命先のサウジアラビアで83歳で死去した。

## 受章歴
独立勲章と共和国勲章を受章。

## 関連文献
出版年順
- ババク・デガンピシェ、クリストファー・ディッキー「超マフィア国家チュニジアの悲劇--中東 ベンアリ政権崩壊が浮き彫りにしたアラブ流『ソフト独裁国家』の限界」『Newsweek』第26巻第5号 (通号 1236) 、2011年2月2日、p.32-34。
- 山中達也「独立後チュニジア社会・経済の諸問題 : ベン・アリ体制崩壊と世界システム」『商学研究論集』、明治大学大学院（編）、第37号（2012年度）、p.249-271。
- 保坂修司「ベンアリー最期の日々 : アラブの春とメディア (第11回シンポジウム・イスラムとIT : イスラーム世界の中と外)」『イスラム科学研究』第8号、2012 年、p.49-66。
- 三石善吉「チュニジア革命と非暴力行動論」『筑波学院大学紀要』、筑波学院大学図書館運営委員会（編）、第7巻、2012年、p.1-13。
- ホサム・ダルウィッシュ「『アラブの春』とベン・アリーの亡命 (特集 亡命する政治指導者たち)」『アジ研ワールド・トレンド』、日本貿易振興機構アジア経済研究所研究支援部（編）、第19巻第2号（209）、p.5-8、2013年2月。
- 田中雅一（編）『軍隊の文化人類学』、風響社、2015年。
- 「ベン・アリーの退散」-『独裁者たちの最期の日々（下）』

デュクレ・ディアンヌ／エシュト・エマニュエル（編）、清水珠代訳、原書房、2017年。